# Chengjiang
För andra betydelser, se Chengjiang (olika betydelser).
Chengjiang, tidigare stavat Chengkiang, är ett härad som lyder under Yuxis stad på prefekturnivå i Yunnan-provinsen i sydvästra Kina.
Orten är särskilt känd för Maotianshanskiffern, en serie lagerstätten från äldre kambrium.